# Staro Selo, Silistra
Staro Selo (în bulgară Старо Село, în română Satu Vechiu) este un sat în comuna Tutrakan, regiunea Silistra, Dobrogea de Sud, Bulgaria. 
Între anii 1913-1940 a făcut parte din plasa Turtucaia a județului Durostor, România. Lângă localitate a mai existat o așezare (azi dispărută) ce se numea Siahlar în timpul administrației românești și Angelovo în bulgară. Această așezare dispărută avea populația majoritară de etnie tătară.

## Demografie
Componența etnică a satului Staro Selo
     Bulgari (99,44%)
     Nicio identificare (0,55%)
     Altele (0%)
La recensământul din 2011, populația satului Staro Selo era de 899 locuitori. Din punct de vedere etnic, majoritatea locuitorilor (99,44%) erau bulgari. Pentru 0,55% din locuitori nu este cunoscută apartenența etnică.